# Габро
Габро е едрозърнеста мафична интрузивна магмена скала. Обикновено е черна или тъмнозелена на цвят, изградена основно от минералите плагиоклаз и авгит. Габрото е най-разпространената скала в земната кора под океанското дъно. Има широко приложение в строителството. Тя се използва за всичко, от трошен камък, като базов материал на строителни площадки, за полирани каменни плотове, до подови настилки.
Габрото е съставена най-вече от калциев фелдшпат - плагиоклаз (обикновено лабрадорит или битовнит) и клинопироксен (авгит). Малки примеси от оливин и ортопироксен също може да присъстват в състава ѝ. Този минерален строеж обикновено придава на габрото черен до тъмно зелен цвят. Минимални количества от светло-оцветени минерални зърна също е възможно да присъстват в скалата. За разлика от останалите магмени скали, габрото обикновено съдържа много малко кварц.